# Callicercops triceros
Callicercops triceros är en fjärilsart som först beskrevs av Edward Meyrick 1926.  Callicercops triceros ingår i släktet Callicercops och familjen styltmalar.
Artens utbredningsområde är:
- Mauritius.
- Namibia.
- Zimbabwe.

Inga underarter finns listade i Catalogue of Life.